# 名古屋市立豊国中学校
名古屋市立豊国中学校（なごやしりつ とよくにちゅうがっこう）は。愛知県名古屋市中村区北畑町の公立中学校。

## 沿革
- 1940年（昭和15年）9月5日 - 名古屋市豊国高等小学校が設立[1]。当初の学区は中村区の大部分（新明学区を除く）および中川区の常磐・愛知・広見・露橋の各学区に及んだ[1]。従って学校規模も大きく、総学級数は55、全校生徒は3,253人を数えた[1]。
- 1945年（昭和20年）3月19日 - 名古屋大空襲により学校が全焼[1]。生徒は亀島・則武・愛知・常磐・岩塚の各小学校の教室借用により学習を進めた[1]。
- 1947年（昭和22年）
  - 4月1日 - 制度変更により、名古屋市立豊国中学校として再スタートを切った[1]。この時点でも校舎はなく、引き続き則武・日吉小学校の借用によりしのいだ[1]。
  - 5月13日 - 当時3年生に在籍していた生徒の作品を元に校章が制定される[1]。
- 1948年（昭和23年）5月1日 - 校舎竣工により全生徒の収容が可能になった[1]。
- 1960年（昭和35年） - 特殊学級設置[1]。

## 通学区域
所管する名古屋市教育委員会は、2021年（令和3年）4月1日時点で名古屋市立日吉小学校・名古屋市立千成小学校の各学校区を通学区域として指定している。

### WEB
1. ↑  名古屋市教育委員会事務局総務部教育環境計画室計画係 (2021年4月1日). “名古屋市立中学校区一覧（小→中）” (PDF).   名古屋市. 2022年1月28日閲覧。

### 書籍
1. 1 2 3 4 5 6 7 8 9 10 11 12 13  中村区制施行50周年記念事業実行委員会記念誌編集委員会 1987, p. 108.